# Slobodan Živojinović
Slobodan Živojinović (serbisk kyrilliska: Слободан Живојиновић), kallad Boba, född 23 juli 1963 i Belgrad, är en serbisk före detta tennisspelare (professionellt aktiv 1981–1992) som tävlade för SFR Jugoslavien. På 80-talet var han som bäst och rankades 1987 som den nittonde bästa tennisspelaren i världen. Han har vunnit ATP-touren 9 gånger (2 av dem singlar) och Grand Slam en gång (tillsammans med Andrés Gómez).
Han är gift med folksångerskan Lepa Brena.